# Кечмания 23
„Кечмания 23“ (на английски: WrestleMania 23) е турнир на Световната федерация по кеч. Турнирът е pay-per-view, проведен на Форд Фийлд в Детройт, Мичигън на 1 април 2007 г.

## Мачове
| #    | Мачове | вид на мача                                                    | Време |
| ---- | --- | -------------------------------------------------------------- | ----- |
| Дарк | Рик Флеър и Карлито победиха Грегъри Хелмс и Чаво Гереро                                                                                                 | Отборен мач с дървари (Lumberjack match)                       | 06:39 |
| 1    | Мистър Кенеди победи Острието, Си Ем Пънк, Крал Букър (с Кралица Шармел), Джеф Харди, Мат Харди, Финли и Ренди Ортън                                     | Мач със стълби за Договора в куфарчето                         | 19:11 |
| 2    | Великия Кали победи Кейн | Сингъл мач                                                     | 5:32  |
| 3    | Крис Беноа (с) победи Ем Ви Пи | Мач за титлата на Съединените щати                             | 9:18  |
| 4    | Гробаря победи Батиста (с) | Мач за титлата в тежка категория                               | 15:48 |
| 5    | The ECW Originals (Роб Ван Дам, Томи Дриймър, Сабу и Сендмен) победиха The New Breed (Илайджа Бърк, Маркъс Кор Вон, Мат Страйкър и Кевин Торн) (с Ариел) | Отборен мач между 8 кечиста                                    | 6:26  |
| 6    | Боби Лешли (с Доналд Тръмп) победи Умага (с Винс Макмеън)                                                                                                | Който загуби бива обръснат, специален съдия Ледения Стив Остин | 13:02 |
| 7    | Мелина (c) победи Ашли | Мач с дърварки (Lumberjill match) за титлата при жените        | 03:13 |
| 8    | Джон Сина (с) победи Шон Майкълс | Мач за титлата на федерацията                                  | 28:22 |